# きづきあきら
きづき あきら（木月 明）は、日本の漫画家。女性。夫であるサトウナンキ（佐藤南紀）と組んで作品製作を行っている。
2001年6月、『SWEET SCRAP』でアフタヌーン四季賞秋準入選。『ぼくの幸せな生活』でデビューする。その後は主にぺんぎん書房を活動の場にしていたが、同社の倒産による連載中止、絶版という危機にさらされた。しかし、各方面からの手により復刊を果たす。登場人物同士の意思疎通の葛藤を描いた作品が多い。『ヨイコノミライ!』ではアニメや漫画を愛する少年少女たちを描いた。

## 作品リスト
- ヨイコノミライ!
  - ヨイコノミライ! ぺんぎん書房

  1. 2004年5月28日、ISBN 4-901978-26-8
  2. 2004年11月25日[注釈 1]、 ISBN 4-901978-36-5
  3. 2005年7月25日、ISBN 4-901978-60-8

  - ヨイコノミライ 完全版 小学館

  1. 2006年7月28日、ISBN 4-09-188328-1
  2. 2006年7月28日、ISBN 4-09-188329-X
  3. 2006年8月30日、ISBN 4-09-188334-6
  4. 2006年9月29日、ISBN 4-09-188336-2
- ぺんぎん書房の作品集5冊（後にワニブックスで再編集して再発）
  - モン・スール ぺんぎん書房（2003年6月24日、ISBN 4-901978-06-3）
  - 氷が溶けて血に変わるまで ぺんぎん書房（2004年2月25日、ISBN 4-901978-18-7）
  - ぼくのためのきみときみのためのぼく ぺんぎん書房（2005年1月25日、ISBN 4-901978-47-0）
  - 針とオレンジ ぺんぎん書房（2005年4月25日、ISBN 4-901978-52-7）
  - ふたりだけのうた ぺんぎん書房（2005年9月26日、ISBN 4-901978-66-7）
- ワニブックスの作品集4冊（ぺんぎん書房の作品集の再編集版）
  - モン・スール（再編集版） ワニブックス（2006年7月25日、ISBN 4-8470-3564-X）
  - 伝染コンプレックス（再録本） ワニブックス（2006年7月25日、ISBN 4-8470-3565-8）
  - 増殖フェティシズム（再録本） ワニブックス（2006年8月25日、ISBN 4-8470-3570-4）
  - 侵蝕プラトニック（再録本） ワニブックス（2006年8月25日、ISBN 4-8470-3569-0）
- メイド諸君!（+サトウナンキ） ワニブックス
  1. 2006年10月25日、ISBN 4-8470-3580-1
  2. 2007年5月25日、ISBN 978-4-8470-3598-2
  3. 2007年10月25日、ISBN 978-4-8470-3618-7
  4. 2008年6月25日、ISBN 978-4-8470-3641-5

  - （新装版）
上巻 （2013年3月9日、ISBN 978-4-8470-3851-8）
下巻 （2013年3月9日、ISBN 978-4-8470-3852-5）
- メガネ×パルフェ（+サトウナンキ） スクウェア・エニックス（2007年6月22日、ISBN 978-4-7575-2028-8）
- いちごの学校（+サトウナンキ） 少年画報社（2007年7月30日、ISBN 978-4-7859-2823-0）
- まんまんちゃん、あん。（+サトウナンキ） 幻冬舎コミックス
  1. 2008年1月24日、ISBN 978-4-344-81189-8
  2. 2008年6月24日、ISBN 978-4-344-81341-0
  3. 2009年1月24日、ISBN 978-4-344-81537-7
- バーバ・ヤガー（+サトウナンキ） メディアファクトリー
  1. 2009年1月23日、ISBN 978-4-8401-2516-1
  2. 2010年9月22日、ISBN 978-4-8401-3372-2
  3. 2012年3月23日、ISBN 978-4-8401-4441-4
- うそつきパラドクス（+サトウナンキ） 白泉社、全10巻
  - うそつきパラドクス10 時間外手当（+サトウナンキ） 白泉社（2012年6月29日）
- セックスなんか興味ない（+サトウナンキ） 小学館
  1. 2009年12月26日、ISBN 978-4-09-188493-0
  2. 2010年9月30日、ISBN 978-4-09-188528-9
  3. 2011年9月30日、ISBN 978-4-09-188559-3
  4. 2012年6月29日、ISBN 978-4-09-188587-6
- エビスさんとホテイさん（+サトウナンキ） 芳文社（2010年8月26日、ISBN 978-4-8322-7933-9）
- 僕（+サトウナンキ） 白泉社
  1. 2012年2月29日、ISBN 978-4-592-14875-3
  2. 2012年10月29日、ISBN 978-4-592-14876-0
  3. 2013年6月28日、ISBN 978-4-592-14877-7
- コバちゃん開発日誌（+サトウナンキ） 幻冬舎コミックス（2013年3月23日） ISBN 978-4-344-82764-6
- バター猫のパラドクス（+サトウナンキ） 白泉社
  1. 2013年4月26日、ISBN 978-4-592-14031-3
  2. 2013年8月29日、ISBN 978-4-592-14032-0
  3. 2013年12月27日、ISBN 978-4-592-14033-7
  4. 2014年4月28日、ISBN 978-4-592-14034-4
- なまいき☆クラスメイト（+サトウナンキ） 少年画報社（2013年5月30日、ISBN 978-4-7859-5055-2）
- きょうから四姉妹（+サトウナンキ）幻冬舎コミックス、全3巻
- 暁の明星（+サトウナンキ） 秋田書店、少年チャンピオン・コミックスエクストラもっと！、全2巻
- さよならハルメギド（+サトウナンキ） 双葉社、アクションコミックス、全3巻
- ホイップ!（+サトウナンキ） 新書館『ウィングス』連載（2015年10月号 - 2016年6月号）、ウィングス・コミックス、全1巻
- 奈落の羊（+サトウナンキ） 双葉社『漫画アクション』連載（2015年22号 - 2017年22号）、アクションコミックス、全6巻
- ボクはイケメン（+サトウナンキ） 白泉社『ヤングアニマル』連載（2016年No.23 - 2018年No.9）、全4巻
- 無敵の人（+サトウナンキ） 双葉社『月刊アクション』連載（2019年3月号 - 2020年6月号[2]）、アクションコミックス、全3巻
- 秋の鹿は笛に寄る（+サトウナンキ） 集英社『グランドジャンプめちゃ』連載（2019年6月号 - 2020年6月号）、ヤングジャンプコミックス、全3巻
- うそつきパラドクス －社内風紀のみだしかた－（+サトウナンキ）白泉社『ハレム』連載（vol.1 - vol.25）、ヤングアニマルコミックス、全4巻
- 限界夫婦（+サトウナンキ） 一迅社『月刊ComicREX』連載（2021年5月号[3] - 2022年4月号[4]）、既刊1巻
- 恋愛無罪-愛を誓ったはずだよね？-（+サトウナンキ） 集英社『グランドジャンプめちゃ』連載（2021年4月号[5] - 2023年8月号、全3巻）
- 極限夫婦（+サトウナンキ） 双葉社『月刊アクション』連載（2022年2月号[6] - 2024年4月号（休刊号）[7]）→『漫画アクション』[7]（2024年No.7 - ）、既刊7巻
- 家政婦クロミは腐った家族を許さない（+サトウナンキ）ぶんか社『ストーリーな女たち ブラック』（Vol.69 - ）既刊3巻（電子書籍のみ）
- 慰謝料狩り（+サトウナンキ） 集英社『グランドジャンプめちゃ』連載（2023年10月号[8] - ）既刊3巻

### 読み切り
- トモビキ（+サトウナンキ） 集英社『YOU』